# Kūhdasht (kommunhuvudort i Iran)
Kūhdasht (persiska: کوهدشت) är en kommunhuvudort i Iran.   Den ligger i provinsen Lorestan, i den västra delen av landet, 400 km sydväst om huvudstaden Teheran. Kūhdasht ligger 1 190 meter över havet och antalet invånare är 100 208.
Terrängen runt Kūhdasht är platt åt sydost, men åt nordväst är den kuperad.Runt Kūhdasht är det ganska tätbefolkat, med 52 invånare per kvadratkilometer. Kūhdasht är det största samhället i trakten. Omgivningarna runt Kūhdasht är i huvudsak ett öppet busklandskap.